# 安德烈亚斯·科夫勒
安德烈亚斯·科夫勒（德語：Andreas Kofler，1984年5月17日—），奥地利男子跳台滑雪运动员。他曾代表奥地利参加2006年和2010年冬季奥林匹克运动会跳台滑雪比赛，获得二枚金牌和一枚银牌。